# Eurydice orientalis
Eurydice orientalis är en kräftdjursart som beskrevs av Hansen 1890. Eurydice orientalis ingår i släktet Eurydice och familjen Cirolanidae. Inga underarter finns listade i Catalogue of Life.